# 四硫化四砷
四硫化四砷是一种无机化合物，化学式为As4S4。它在自然界中以雄黄的矿物形式存在。可溶于碱金属硫化物或氢氧化物溶液中。在空气中可氧化为三硫化二砷和三氧化二砷。

## 制备
四硫化四砷在工业上，可以通过对砷黄铁矿与黄铁矿的混合物的煅烧来制备：
4 FeAsS + 4 FeS2 → As4S4 + 8 FeS